# Nabatieh el Tahta
Nabatieh el Tahta è un centro abitato e comune (municipalité) del Libano situato nel distretto di Nabatiye, governatorato di Nabatiye.